# Somnium morale pharaonis

Le Somnium morale pharaonis est une œuvre épistolaire de Jean de Limoges (Johannes Lemovicensis), écrite au XIIIe siècle (aux alentours des années 1240-1250). L’œuvre a été commanditée par le comte Thibaut IV de Champagne et constitue une exégèse en 20 lettres autour de l'épisode du songe du Pharaon (Genèse, 41). Sa datation fait débat, Nicolas Michel prônant une rédaction dans les années 1240-1250, Leena Talvio défendant une datation plus précoce (1238-1239). D’autres datations, pour certaines assez fantaisistes, ont été avancées. L’hypothèse la plus relayée est aujourd’hui celle avancée par M.Michel,.
Largement recopié au Moyen Âge (plus de cent manuscrits), le Somnium a longtemps constitué un modèle pour l’ars dictaminis, puis pour l'enseignement de la grammaire latine.
Le traité a été étudié principalement par Nicolas Michel, Marie-Genevieve Grossel, Leena Talvioet Mathis Prévost, qui en a fourni une traduction Inédite intégrale. Cette dernière est intégrée à sa thèse de doctorat, consacrée à l’étude des systèmes sémantiques dans cet ouvrage et dans d’autres miroirs aux princes, via l’étude de figures animalières.
Il est à noter que Lydwine Scordia, directrice de thèse du précédent, a également rédigé un article sur ce texte.

## éditions
- Johannis Lemovicensis, abbatis de Zirc 1208-1218. Opera omnia, t. I, par Constantino Horváth, Veszprém, Egyhazmegyei Könyvnyomda, 1932, p. 71-126.
- Prévost Mathis, interpréter les songes : quelques conseils pour gouverner son âme et son royaume dans les Morale Somnium Pharaonis de Jean de Limoges, essai de traduction. Paris, Sorbonne, 2019, mémoire de Master sous la direction de Frédérique Lachaud, soutenu à Namur en présence de Nicolas Michel. Édition et traduction du texte en intégralité.[4] (Travail repris et renforcé dans une thèse de doctorat en cours[7]). Ouvrage consultable à la bibliothèque interuniversitaire de La Sorbonne (BIS).